# Asparagus warneckei
Asparagus warneckei là một loài thực vật có hoa trong họ Măng tây. Loài này được (Engl.) Hutch. mô tả khoa học đầu tiên năm 1936.